# Julius Lasker
Ignaz Julius Lasker (* 20. Januar 1811 in Breslau; † 16. November 1876 in Berlin) war ein preußischer Mediziner und Schriftsteller, der auch unter dem Pseudonym Julius Sincerus veröffentlichte.

## Leben
Julius Lasker immatrikulierte sich an der Universität Breslau und begann mit einem Philosophie- und Medizin-Studium, das er an der Universität Berlin fortsetzte.
Er promovierte 1833 mit seiner Dissertation Foetus humani brevis historia zum Dr. med. und ließ sich dann, nachdem er die Staatsprüfungen bestanden hatte, als praktizierender Arzt in Breslau nieder. Später siedelte er noch nach Krotoschin und Posen über und lebte ab 1837 in Danzig, bevor er 1843 nach Berlin zog.
1840 initiierte er in Danzig, nach langjährigen Auseinandersetzungen mit den Behörden, zur Vierhundertjahr-Feier der Buchdruckerkunst eine Feier am Danziger Artushof.
Bereits 1848 ging er nach Breslau zurück und war von 1848 bis 1852 als Dramaturg des Breslauer Stadttheaters tätig und zog dann nach Berlin zurück, wo er zuletzt Sekretär und Dramaturg des Victoria-Theaters war.

## Schriftstellerisches Wirken
Aufgrund seiner schriftstellerischen Neigungen gab er bereits 1832, während seines Studiums, einen kleinen Gedichtband heraus. Er war, neben seiner ärztlichen Tätigkeit in Breslau, auch literarisch tätig und redigierte dazu 1836 die Schlesischen Provinzialblätter und die Kunst- und Literaturzeitung Breslauer Zeitung. Unter dem Pseudonym Julius Sincerus gab er unter anderem 1837 die Nachtwandlerin, eine Zeitschrift für Scherz und Ernst, in der unter anderem auch Max Ring Gedichte veröffentlichte, und den Band Schmetterlinge, der von 814 Lesern subskribiert wurde, heraus. Nach dem Tod von Wilhelm Schumacher führte er von 1838 bis 1844 die Redaktion des Danziger Dampfboots.
Nachdem er 1843 nach Berlin übergesiedelt war, übernahm er anfangs die Redaktion des Freimüthigen Journal für Litteratur, Kunst und öffentliches Leben und ab 1845 die des Volksfreundes.
Während seines Aufenthaltes von 1848 bis 1852 in Breslau redigierte er die dortige Morgenzeitung.

## Mitgliedschaften
Julius Lasker war Mitglied der 1827 gegründeten literarischen Gesellschaft Tunnel über der Spree und führte den Vereinsnamen Haller.

## Bühnenveröffentlichungen
- Weiberlist (Posse). Uraufführung in Breslau 1851.[4]
- Stibor (Drama).
- Die Industrielle (Lustspiel).
- Verwechselungen (Lustspiel)
- Schiller für alle, alle für Schiller (Festspiel).
- Die Seufzerbrücke. Berlin 1862.

## Schriften (Auswahl)

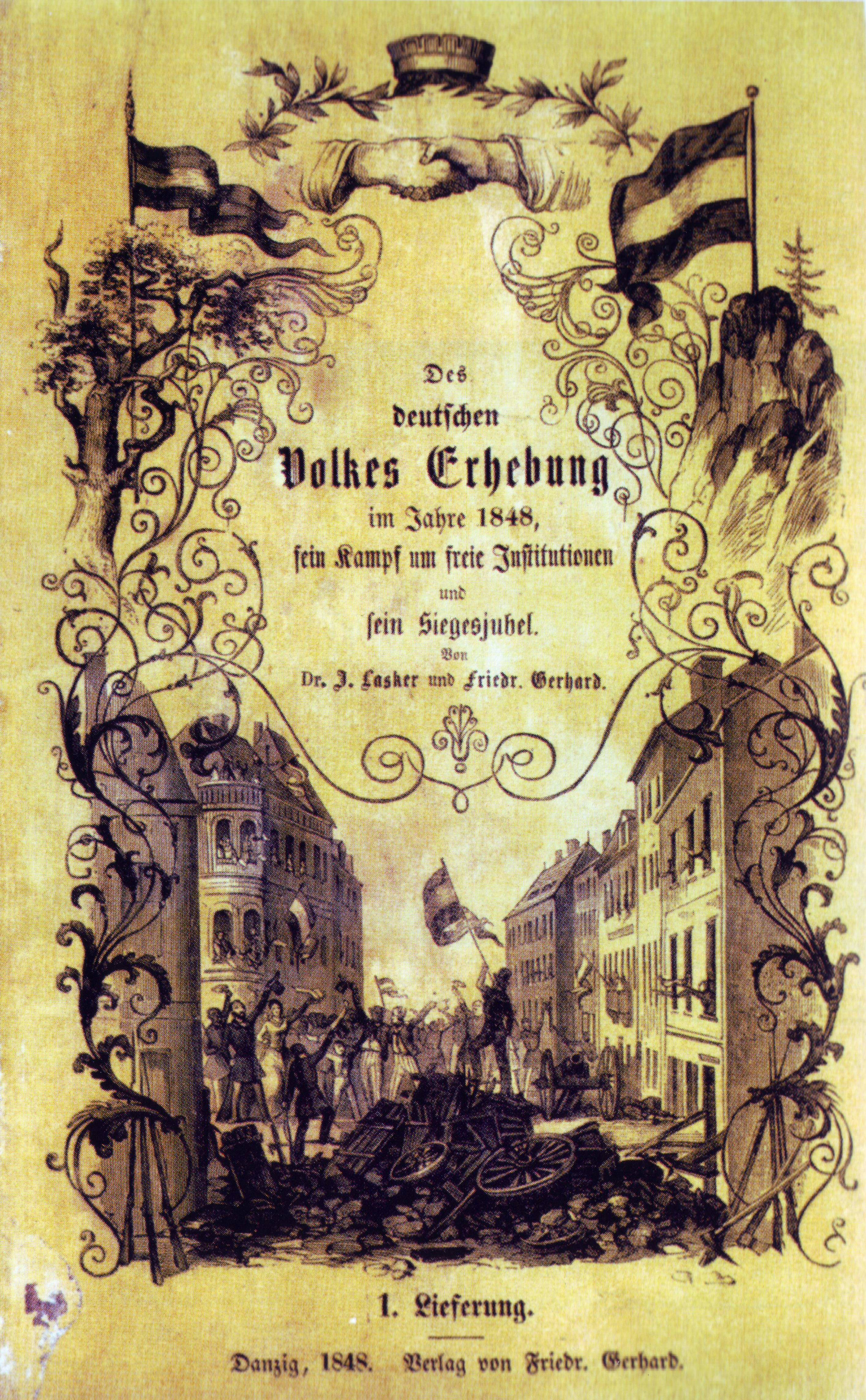
Titelblatt. Julius Lasker: Des deutschen Volkes Erhebung im Jahre 1848, sein Kampf um freie Institutionen und sein Siegesjubel. Ein Volks- und Erinnerungsbuch für die Mit- und Nachwelt. Friedrich Gerhard, Danzig 1848.

- Foetus humani brevis historia. Berlin 1833.
- Taschenbuch der Novelletten und Humoresken. Danzig 1838.
- Ungeheure Heiterkeit. Taschenbuch des Frohsinns und der heiteren Laune (Gedichte). Danzig 1838.
- Schmetterlinge. Tag- und Nachtfalter des Lebens (Gedichte). 1839.
- Die vierhundertjährige Jubelfeier der Erfindung der Buchdruckerkunst: Danzig, am 25. Juli 1840: eine Erinnerungsschrift. Danzig 1840.
- Carl Loewe; Julius Lasker: Hinaus! Hinauf! Hinab! Wiesbaden: Breitkopf and Härtel, 1840.
- Der Johannisberg bei Danzig. Danzig, Wedel, 1842.
- Fidibus. Schelmen-Lieder. 1843.
- Friedrich Adami; Julius Lasker; Wilhelm Müller; L. Schneider; Feodor von Wehl: Vor und hinter den Coulissen. Almanach erprobter Bühnenspiele, humoristischer Polterabend-Masken, Theater-Mysterien, Schauspieler-Novellen und Anekdoten. Für 1844. Berlin 1843.
- Berliner Lichtbilder und Schattenspiele. 1843.
- Das Auge der Polizei. Aus dem Leben Berlins. Berlin 1844.
- Louis Reybaud; Ignaz Julius Lasker: Jerome Paturot auf der Jagd nach einer gesellschaftlichen Stellung. Berlin: Reichardt, 1845.
- Das Lied vom Magen. Berlin 1846.
- Des deutschen Volkes Erhebung im Jahre 1848, sein Kampf um freie Institutionen und sein Siegesjubel: ein Volks- und Erinnerungsbuch für die Mit- und Nachwelt. Danzig, Gerhard, 1848.
- Egeria: Taschenbuch für Bilder aus dem Volksleben 1848. Breslau: Trewendt 1848.
- Der Prinz-Regent von Preußen Friedrich Wilhelm Ludwig und seine Zeit: ein Buch für das preußische Volk. Berlin 1860.